# Expression « croisade anti-genre »

La croisade anti-genre est un terme qui renvoie à une expression employée par certains chercheurs et répandue par l'ouvrage homonyme de Sara Garbagnoli et Massimo Prearo, qui désigne la critique des études de genre et du concept de genre menée par le Vatican à partir des années 1990, en raison de l'affirmation selon laquelle ce concept présenterait un danger de dénaturalisation de l'ordre biologique sexué.

## Contexte historique

### Genèse du concept de genre
Théorisé en premier lieu par John Money et Robert Stoller, le concept de genre est repris par des féministes au début des années 1970 pour souligner la différence de nature entre le sexe, relevant du domaine biologique et le genre, relevant de la construction sociales et de la norme. 
Christine Delphy va plus loin en soutenant que le genre est un système qui construit la séparation entre hommes et femmes et ce faisant construit également le sexe comme une norme et une donnée évidente et naturelle en apparence.  Judith Butler ajoute que cette construction de la norme est performative, c'est-à-dire qu'elle est répétée, continuelle et mise en scène, donc toujours inachevée et imparfaite, offrant de ce fait une possibilité de subversion performative pour la défaire ou la troubler.

### Critique de la «théorie du genre»
Le terme de théorie du genre,,,,,, est utilisé par le Vatican à partir du début des années 2000 pour formuler une critique du concept de genre développé par des courants féministes et LGBTQI.